# Língua xipaia
A língua xipaia é uma língua da família juruna, do tronco Tupi, utilizado atualmente por parte da etnia Xipaya. Essa família linguística abrange três línguas: Manitsawa (já extinta), Juruna e Xipaia.
A língua chegou a ser considerada extinta até 1980, com Maria Xipaya sendo a última falante conhecida. Isso foi resultado do processo de aculturação e do intenso contato com a sociedade envolvente, que fez com que os Xipaias deixassem de lado seus costumes e língua materna com o passar do tempo. Assim, até o começo da década de 90, grande parte dos Xipaias viviam em área urbana, concentrados na cidade brasileira Altamira no estado do Pará, que foi uma antiga aldeia Xipaia e falavam somente o português, sendo apenas alguns idosos que ainda sabiam a língua materna.Conforme dados do Censo 2010, existem apenas 14 falantes da língua Xipaia. 
Em 2016, foi iniciado um projeto da empresa Norte Energia, conduzido pela linguista Carmem Lúcia Rodrigues, para o resgate da língua Xipaya através de oficinas para criação de uma gramática e de um programa de educação escolar indígena. Com isso, começou a haver uma mobilização desse povo no sentido de valorizar e fortalecer seu idioma e sua cultura e assim a língua xipaia passou por um processo de recuperação, chegando a publicar o livro “Xipai kaména da usetúpa – Sedja kaména bahu de anu” utilizada por professores indígenas para ensinar a língua mãe para a geração mais jovem. 

## Etmologia
O nome Xipaya tem origem em uma espécie de bambu utilizada pelos índios para fabricar flechas. De acordo com a tradição oral do grupo, as características desse bambu - como sua haste forte e flexível, além de sua vegetação bravia - são comparadas aos atributos que os Xipaya acreditam possuir.
Ao longo da história, o nome "Xipaya" foi registrado de diversas formas. O etnólogo Nimuéndajú, listou mais de uma dúzia de variantes, incluindo nomes como Juacipóia, Jacipói, Achupáia e Chipáia. Atualmente, as duas grafias mais amplamente utilizadas são "Xipaya" e "Xipaia", adotadas por instituições como a Fundação Nacional dos Povos Indígenas (FUNAI) e o Conselho Indigenista Missionário (CIMI).

## Distribuição
A língua Xipaia é falada exclusivamente pelo povo Xipaia, que reside na Terra Indígena Xipaya, localizada nas margens dos rios Iriri e Curuá, no estado do Pará, além de áreas da cidade de Altamira e da Volta Grande do Xingu. Especificamente, os Xipayas estão distribuídos nas aldeias Tukamã, Kujubim e Tukaya
Línguas relacionadas
Como uma língua da família linguística Juruna, pertencente ao tronco Tupi, o Xipaia está relacionado às línguas de mesma família linguística: Manitsauá (extinta) e yudjá ou Juruna.
| Xipaya  | Juruna    | Significado    |
| ------- | --------- | -------------- |
| maitúma | -mamítéma | amigo          |
| kumena  | kumena    | língua(idioma) |
| senapï  | senáhï    | homem          |
| kuɽumã  | kurumã    | lagarto        |
| kaɽapa  | karápá    | passear        |
| yapíku  | lapídú    | quebrado       |

## História

### Historia da língua
A compreensão da construção linguística é indissociável do percurso histórico que trilham os povos ao longo do tempo, envolvendo interações sociais, políticas, culturais e educacionais formando um verdadeiro mosaico linguístico e cultural repleto de diversidade.

Curt Nimuendajú, antropólogo alemão e um dos principais estudiosos da língua e dos povos xipaias

Nimuendajú menciona a hipótese dos Xipayas serem oriundos das cabeceiras do rio Xingu, sendo as mais antigas ocupações nacionais no baixo rio Amazonas e na embocadura do Xingu ocorreram por volta de 1600 e foram realizadas por holandeses, irlandeses e ingleses, que fundaram várias feitorias. Aos poucos, esses povos exploravam as terras através de expedições extrativistas.
Desde o século XVII, os Xipaya foram mencionados pela literatura antropológica, nos escritos dos padres, viajantes, cientistas e presidentes da Província do Pará . A primeira ação de contato mais prolongado está na chegada de padre Roque Hunderfund, a região com sua incursão ao rio Xingu e seus afluentes, no trabalho de catequese e na formação de missões. A chegada em 1750 de Hunderfund é um marco para etno-história dos povos que viviam na região dos rios mencionados. A formação da missão Tavaquara ou Tauaquara às margens do rio Xingu bem próximo do que iria ser a cidade de Altamira no Pará promoveu a primeira divisão espacial e sócio-cultural envolvendo os Xipaya, Kuruaya, Juruna e alguns Arara.
As etnias dessa região foram classificadas por Nimuendajú (1948) em três grupos, usando como critério as características geográficas: grupos de canoeiros, restritos ao rio Xingu, Iriri e Curuá (Arupaí, Xipaya e Juruna), grupos que vivem na floresta virgem central (Kuruaya Arara, Asuriní e Tucunyapé) e o grupo das savanas (Mebengokre). A ocupação da região e o contato dos Xipaya com a sociedade nacional, por volta de 1880, mostraram que houve a compressão das etnias no Xingu, Iriri e Curuá.
Estima-se que, por volta de 1918, os Xipaya fossem aproximadamente 80 pessoas. Nimuendajú estimou que por volta de 1920 contavam 30 indivíduos espalhados por muitas localidades, como Largo do Mutum e Pedra do Capim, no rio Iriri, misturados com poucos remanescentes Kuruaya.

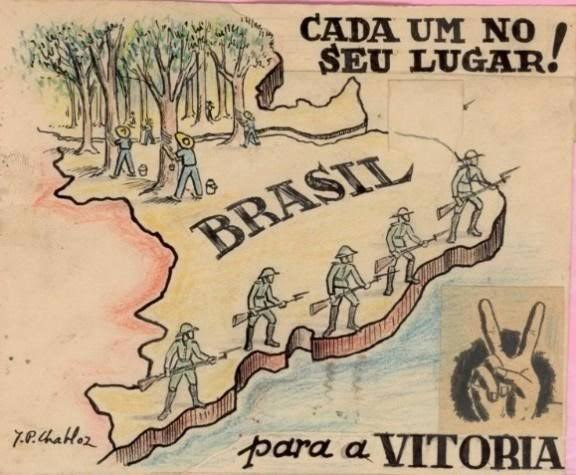
Cartaz de Jean Pierre Chabloz mostrando soldados defendendo o litoral enquanto seringueiros extraem a borracha.

Por volta das décadas de 1940-50 os Xipaya passaram novamente por uma redistribuição de sua população. Neste período o contato, as doenças, as mortes, os casamentos entre Xipaya, Kuruaya, Juruna e os nordestinos vindos para a região como "soldados da borracha" já haviam imprimido um novo perfil à região. As sucessivas mudanças forçadas e a dispersão do grupo passaram a idéia de que os Xipaya haviam desaparecido como grupo étnico.
Na década de 1970, iniciou-se um movimento que buscou fortalecer e unificar o grupo Xipaya a partir da família de Tereza Xipaya de Carvalho, casada com um nordestino agricultor desde 1951 e com que teve 22 filhos, reconstruindo a aldeia no rio Iriri, próximo a cidade de Altamira no Pará. Muitos filhos da família de Tereza, a partir de interações com a sociedade branca, passaram a viver em cidades. Data de 1995 a primeira solicitação existente na FUNAI (Fundação nacional dos povos indígenas) do grupo de trabalho para realização de um estudo para identificação e delimitação do território indígena.

### História da documentação
Nesse contexto, em virtude do processo de reconstrução histórica do povo xipaia, a sua língua hoje está ameaçada de extinção. A língua chegou a ser considerada extinta até 1980, sendo Maria Xipaya considerada a última falante. Em 1988, uma estudiosa da área da linguística, Carmen Lúcia Reis Rodrigues, desenvolveu sua pesquisa de doutorado com o povo xipaia, realizando registros de vocabulários, regras gramaticais e uma ortografia preliminar para caracterizar a língua. Desde então, Carmem Lúcia juntamente com o linguista Denny Moore trabalham com a revitalização da língua com membros da sociedade Xipaya, da região do Xingu. Durante o projeto de reconstrução da língua, foram promovidos oficinas de culinária e coleta de sementes. Até 2019, esta comunidade contava com cerca de 80 membros que utilizam a língua xipaia em suas festividades e para escolher o nome dos filhos.

### História do ensino
O registro histórico de dados referentes à língua como informações sobre vogal, semivogal, consoantes e combinação de consoantes da língua, bem como a parte concernente a gramática, como registros acerca das classes gramaticais e regras de pontuação são fundamentais não somente para compreensão, mas para a recuperação de uma língua ameaçada de extinção.
Em Santos (2021), um trabalho que retrata a experiência de pesquisa em educação escolar indígena em Altamira, PA, realiza uma reflexão sobre as práticas etnoeducacionais. Em muitas escolas indígenas, há a existência de um professor indígena e um não indígena na condução dos conteúdos ministrados, sendo o professor indígena responsável pelo ensino da língua materna, cantos, saberes e narrativas populares para revitalizar a cultura indígena.

## Fonologia

### Consoantes
A língua Xipaia apresenta 13 fonemas consonantais: entre as plosivas, as sonoras /b/ (bilabial) e /d/ (alveolar), e as surdas /p/ (bilabial), /t/ (alveolar) e /k/(velar); as nasais /m/ (bilabial) e /n/ (alveolar); a vibrante simples retroflexa /ɽ/; entre as fricativas, a sonora /z/ (alveolar) e as surdas /s/ (alveolar), /ʃ/ (pós-alveolar) e /h/ (glotal); e por fim, as aproximantes /w/ (labial-velar) e /j/ (palatal).
|                  | Bilabial | Alveolar | Pós-alveolar | Retroflexa | Palatal | Velar | Glotal |
| ---------------- | -------- | -------- | ------------ | ---------- | ------- | ----- | ------ |
| Plosiva          | p b      | t d      |              |            |         | k     |        |
| Nasal            | m        | n        |              |            |         |       |        |
| Vibrante simples |          |          |              | ɽ          |         |       |        |
| Fricativa        |          | s z      | ʃ            |            |         |       | h      |
| Aproximante      | w        |          |              |            | j       |       |        |

Alofonia Consonantal
Em relação aos fonemas consonatais na lingua Xipaia, observa-se a ocorrência de alofones em distribuição complementar ou em variação livre.
| Fonema | Alofone(s) | Local                                                      | Exemplo(s)                                                   |
| ------ | ---------- | ---------------------------------------------------------- | ------------------------------------------------------------ |
| / p /  | [ p ]      | Fonema padrão. Ocorre com as demais vogais                 | / paɽa'hu / ['pa:ɽahu ] “pessoa jovem”                       |
| / p /  | [ ɸ ]      | Ocorre somente diante de vogal nasal.                      | / pana'kĩ / [ ɸɜ̃na'kĩ ] “peixe (tipo)”                       |
| / w /  | [ w ]      | Ocorre diante de / a / e / ã / .                           | / i'wa / [ i'wa ] “chefe” / wãɽa'ʃa / [wɜ̃ɽɜ̃'ʃɜ̃ ] “calcanhar” |
| / w /  | [ β ]      | Ocorre com as demais vogais.                               | / wiwitu / "gavião tesoura"                                  |
| / n /  | [ n̪ ]      | Ocorre em ambiente nasal ou em sílaba final não-acentuada. | / na'mi /[ n̪ɜ̃'mĩ ] “fi m                                     |
| / n /  | [ n ]      | Fonema padrão. Ocorre nos demais ambientes.                | / senapï /[sena'pï] “homem”                                  |
| / n /  | [ ŋ ]      | Tem apenas uma ocorrência, antes de [ i ].                 | / kaniama /[ kaɲiɜ̃ma ] “cesto”                               |
| / z /  | [ z ]      | Ocorre com [ u ] e [ e ].                                  | / kuzu'hu / [ kuzu'hu ] “urubu”                              |
| / z /  | [ ð ]      | Ocorre com os demais.                                      | / 'kuzi / [ 'kuði ] “cotia”                                  |
| /t /   | [ tʃ ]     | Ocorre diante de [ i ], contíguo a [ m ] ou [ ʔ ].         | / pï'tima / [ pï'tʃima ] “fumo”                              |
| /t /   | [ t ]      | Fonema padrão. Ocorre com os demais.                       | / e'tuka / [ e'tuka ] “alimento”                             |
| / d /  | [ dʒ ]     | Ocorre diante de [ i ] e de grupo vocálico.                | / dida'ku / [dʒida'ku ] “bater”                              |
| / d /  | [ d ]      | Ocorre nos demais ambientes.                               | /da'ya/ [ da'ya ] “avô”                                      |
| / d /  | [ nd ]     | Ocorre em ambiente nasal.                                  | /madï'ka/ [mɜ̃ndï'ka] “lua”                                   |
| / b /  | [ b ]      | Ocorre nos demais ambientes.                               | / yãba'ta / [ yɜ̃mba'ta ] “rede”                              |
| / b /  | [ mb ]     | Ocorre em ambiente nasal.                                  | / a'baku / [ a'baku ] “matar”                                |

### Vogais
A língua Xipaya apresenta 10 vogais, sendo cinco vogais orais e cinco nasais. 
|             | Anterior | Central | Posterior |
| ----------- | -------- | ------- | --------- |
| Fechada     | i ĩ      | ɨ ɨ̃     | u ũ       |
| Semifechada | e ẽ      |         |           |
| Aberta      | a ã      |         |           |

Transformações Fonológicas
Na língua Xipaya, um som nasal pode provocar a nasalização de outro som. O fenômeno de nasalização ocorre nos seguintes casos:
- A consoante nasal pode nasalizar a vogal que a precede, ou seja, a vogal que vem antes dela. Por exemplo:  pïtxíma ( que siginifica fumo ) pode ser pronunciada como como pïtxíma ou pï′tx(ĩ)ma.[16]
- Se a vogal se encontrar entre duas consoantes nasais, ela também será nasalizada. Por exemplo: mána ( que significa chuva ) é pronunciada como ‘m(ã)na.[16]
- Uma vogal nasal pode provocar a nasalização da vogal da sílaba anterior quando ela se encontra depois das consoantes x, r, w, y e h. Por exemplo: yuxĩ( que significa amarelo ) pode ser pronunciada como y(ũ)xĩ; e taka'rĩa ( que significa galinha ) pode ser pronunciada como tak(ã)'rĩa.[16]

Todos esses casos de nasalização não serão grafados na língua pois nem sempre ocorrem na pronúncia da palavra.
Há, na língua, algumas palavras pronunciadas com um impulso na garganta, provocando uma rápida pausa entre duas sílabas. Isso pode acontecer entre duas vogais, como observado nas seguintes palavras:
| heépa | macaxeira    | pronunciada como he(’)epa |
| paï   | cobra-grande | pronunciada como pa(’)ï   |
| heamã | avô          | pronunciada como he(’)amã |

## Ortografia
A lígua Xipaia utiliza o alfabeto latino, na horizontal, partindo da esquerda para direita. O alfabeto xipaia apresenta 16 (dezesseis) consoantes e 10 vogais, sendo cinco vogais orais e cinco nasais.
| Fonemas | Grafemas |
| ------- | -------- |
| a       | A - a    |
| ã       | Ã - ã    |
| b       | B - b    |
| d       | D - d    |
| dʒ      | Dj - dj  |
| e       | E - e    |
| ẽ       | Ẽ - ẽ    |
| h       | H - h    |
| i       | I - i    |
| ĩ       | Ĩ - ĩ    |
| ɨ       | Ï - ï    |
| ɨ̃       | ï̃        |
| k       | K - k    |
| m       | M - m    |
| n       | N - n    |
| p       | P - p    |
| ɽ       | R - r    |
| s       | S - s    |
| t       | T - t    |
| u       | U - u    |
| ũ       | Ũ – ũ    |
| tʃ      | Tx - tx  |
| w       | W - w    |
| ʃ       | X - x    |
| j       | Y - y    |
| z       | Z - z    |

Em Xipaya, as palavras geralmente são oxítonas, ou seja, a sílaba tônica costuma cair no final da palavra. No entanto, também existem palavras paroxítonas e, em menor número, proparoxítonas. As palavras oxítonas não recebem acento gráfico, que é reservado para as palavras paroxítonas e proparoxítonas. O acento tônico é indicado por um sinal agudo (´) sobre a vogal da sílaba tônica. Quando a vogal tônica for nasal, o acento é marcado por uma aspa simples (‘) antes da sílaba tônica, evitando a superposição de sinais gráficos. 
Também será usado o hífen apenas nas palavras compostas. Exemplos: apï-ĩmã (onça; cachorro-bravo) e apï-xĩxĩ (gato-do-mato; cachorro-pequeno).

## Gramática

### Pronomes
Em Xipaya, existem dois tipos de pronomes pessoais:
- Pronomes independentes: podem ocorrer em qualquer posição da oração (início, meio ou final) e também podem ser usados isoladamente, como resposta a uma pergunta.[20]

- Pronomes dependentes: sempre ocorrem no meio ou final da oração e nunca são usados sozinhos, pois sempre estão acompanhados de outra palavra.[20]

|                        | Pronomes Independentes | Pronomes Dependentes                           | Exemplo(s):                                                            | Significado:                      |
| ---------------------- | ---------------------- | ---------------------------------------------- | ---------------------------------------------------------------------- | --------------------------------- |
| 1ª. pessoa do singular | Úna                    | na                                             | Úna wári kariku. Eu/ caxiri/ fazer                                     | Eu fiz caxiri.                    |
| 1ª. pessoa do singular | Úna                    | na                                             | Máĩdji na wári kariku Ontem/ eu/ caxiri/ fazer                         | Ontem, fiz caxiri.                |
| 1ª. pessoa do singular | Úna                    | na                                             | Úna xíta atúhu na anu. Eu/ peixe/ assar/ eu/ anu                       | Eu assei peixe.                   |
| 2ª. pessoa do singular | Éna                    | ya                                             | Éna wári kariku Você/ caxiri/ fazer                                    | Você fez caxiri.                  |
| 3ª. pessoa do singular | Tï Ø                   |                                                | Tï wári kariku anu Ele, ela/ caxiri/ fazer/ anu                        | Ele/ Ela fez caxiri.              |
| 3ª. pessoa do singular | Tï Ø                   | Axi he máku de anu Fogo/ no/ colocar/ Obj./anu | (Ele/ Ela) colocou (algo) no fogo.                                     |                                   |
| 1ª. pessoa do plural   | Uzudi Udi Si           | hi                                             | Máĩdji uzudi bïya anu Ontem/ nós/ cantar/ anu                          | Ontem, nós cantamos.              |
| 1ª. pessoa do plural   | Uzudi Udi Si           | hi                                             | Máĩdji si anu bïya. Ontem/ nós/ anu/ cantar                            | Ontem, nós cantamos.              |
| 2ª. pessoa do plural   | ese, isi               |                                                | Isi bïya ta anu. Vocês/ cantar/ ir/ anu                                | Vocês vão cantar.                 |
| 3ª. pessoa do plural   | Tï Tïdai Ø             | da                                             | Tï yadï anu húka dáku Eles, elas/ yadï/ anu/ roupa/ lavar              | Eles/ Elas estão lavando a roupa. |
| 3ª. pessoa do plural   | Tï Tïdai Ø             | da                                             | Tïdai anu máĩdji anu húka dáku Eles, elas/ anu/ ontem/anu/ roupa/lavar | Ontem, eles/ elas lavaram roupa.  |
| 3ª. pessoa do plural   | Tï Tïdai Ø             | da                                             | Kaa yuze da ta Mato/ para /eles/ ir                                    | Eles foram caçar.                 |
| 3ª. pessoa do plural   | Tï Tïdai Ø             | da                                             | Máĩdji aka tutu anu. Ontem/ casa/ lavar/ anu                           | Ontem, (eles) lavaram a casa.     |

1. ↑  É possível ocorrer os dois pronomes úna e na na mesma
oração.
2. ↑  O pronome dependente de 2ª. pessoa do singular só
ocorre em perguntas.
3. 1 2  O símbolo Ø será usado apenas no quadro de pronomes
para indicar que a terceira pessoa pode ser marcada pela
ausência do pronome
4. ↑  Essa é uma partícula muito recorrente na língua, presente em diferentes
contextos, posposta ao elemento ao qual está ligada. Quando faz parte do
sujeito da oração, funciona, em geral, junto a um termo para o qual se chama
atenção. E quando faz parte do predicado, normalmente, tem o sentido de
“disque” [22]
5. ↑  Essa é também uma partícula muito frequente, com ocorrência muito
variada, e parece indicar uma ênfase na ação verbal.  [22]

Prefixos pessoais
Os prefixos pessoais são usados para indicar a pessoa gramatical em substantivos, verbos ou posposicões. Quando ocorrem prefixados a nomes exercem a função de pronomes possessivos.
|                                  | Prefixos pessoais                              |                                                     | Exemplo (prefixo pessoal + substantivo):      |
| -------------------------------- | ---------------------------------------------- | --------------------------------------------------- | --------------------------------------------- |
| 1ª. pessoa do singular           | u-                                             | meu/ minha                                          | Uaka "minha casa"                             |
| 2ª. pessoa do singular           | e-                                             | teu/ tua                                            | Eaka "tua casa"                               |
| 1ª. pessoa do singular inclusiva | se-                                            | Nosso/ nossa                                        | Seaka "nossa casa"                            |
| 1ª. pessoa do singular exclusiva | use-, uzu-                                     | Nosso/ nossa                                        | Useaka ou uzuaka "Nossa casa"                 |
| 2ª. pessoa do plural             | ese-, isi-                                     | Vosso, vossa (de vocês)                             | Eseaka "casa de vocês"                        |
| 3ª. pessoa ( singular ou plural) | i-                                             | Seu(s)/ sua(s) (dele(s)/ dela(s))                   | iaka "casa dele(s)/dela(s)"                   |
| 3ª pessoa reflexiva              | du- (antes de consoante) ~ d- (antes de vogal) | Seu(s)/ sua(s) (dele(s) mesmo(s)/ dela(s) mesma(s)) | Daka "casa dele(s) mesmo(s)/dela(s) mesma(s)" |

1. ↑  Inclui o ouvinte.
2. ↑  Exclui o ouvinte.

- Prefixo pessoal + substantivo. Exemplos:[24]

- Anï sídjia daka yuze ta. (Aquela/ mulher/ 3ª.p.refl.-casa / para/ ir) → Aquela mulher foi pra casa
dela mesma.
- Una itaba djidaku. (eu / 3ª.p.-cabeça / bater) → Eu bati na cabeça dele.
- Prefixo pessoal + verbo. Exemplos:[25]

- Éna udjidaku anu (Você/ 1ª.p.s.-bateu/ anu) → Você me bateu.
- Máxi na edjidaedaka sa anu. (Agora/ eu/ 2ª.p.s.- bater-Irrealis./ querer/ anu) → Agora, eu vou te bater./Agora, eu estou querendo te bater.
- Prefixo pessoal + posposição. Exemplos:[25]

-Tï iwába anu uze. (Ele/ela/ gostar/ anu/1ª.p.s.-Posp.) → Ele/ ela gosta de mim.
- Senapï tukáya kariku anu eseze. (Homem/ flecha/ fazer/anu/ 2ª.p.pl.-Posp.) → O homem fez a flecha pra vocês.

### Substantivos
Os substantivos são palavras usadas para denominar seres animados e inanimados. Podem ser acompanhados por um pronome demonstrativo e podem ocorrer em uma relação de posse.
Embora nos substantivos a flexão de número plural não seja recorrente, os substantivos "senapï" (homem) e "sidjia" (mulher) podem receber o sufixo "-i" para formar o plural, resultando em "senapïi" (homens) e "sidjiai" (mulheres). Essa forma plural é facultativa.
Em Xipaia não existe artigo, ou seja, não há distinção gramatical de gênero.Quando se quer destacar o sexo natural de uma espécie animal isto é feito por posposição de sạnapị (macho) ou sídja (fêmea), mas caso de algumas espécies animais, os dois sexos têm denominações desconexas. Enquanto isso as denominações de parentesco geralmente variam de acordo com o sexo da pessoa, sendo diferentes para homens e mulheres.
Substantivos independentes
São aqueles que designam objetos, fenômenos atmosféricos, manifestações culturais, alguns termos de parentesco, alguns elementos da natureza, da fauna, da flora etc. Esses substantivos podem ocorrer isoladamente sem um determinante (prefixo pessoal ou substantivo). Exemplos: Aka (casa), Apéta (sangue), Karia (festa/dança), Surápa (irmão mais velho), Asia (filha do homem), dáya (tio/ titio da mulher), Apa (tio/ titio do homem), Axi (fogo), Ziapa (pajé).
Substantivos dependentes
São aqueles que designam as partes de um todo, como algumas partes do corpo humano, e alguns termos usados nas relações de parentesco. Esses substantivos nunca ocorrem isoladamente, ou seja, sempre ocorrem acompanhados por um determinante, que pode ser um prefixo pessoal ou um outro substantivo. Exemplos:
| Prefixo + substantivo | Substantivo + substantivo                                                  |
| --------------------- | -------------------------------------------------------------------------- |
| Uba (minha mão)       | Ziapa ba (mão do pajé)                                                     |
| Itia (líquido, leite) | Ahua-urapïpï náma tia Vaca/ teta/ líquido, leite (O leite da teta da vaca) |
| Isúpa (folha)         | Ipa súpa (folha da árvore)                                                 |
| Idjia (ovo)           | Takarĩa djia (ovo da galinha)                                              |
| Setúpa (nosso pai)    | Sawazi túpa (pai da criança)                                               |

Construções de posse
A língua Xipaia apresenta duas formas de construir a posse:
1. Posse Direta: A relação de posse é expressa pela ordem determinante (possuidor) + determinado (elemento possuído), sem necessidade de partículas adicionais.Exemplos: Ukua (minha roça); Senapï párua (barriga do homem). [30]
2. Posse com Partícula "me": Alguns substantivos apenas ocorrem em uma relação de posse mediante a partícula “me”, entre o determinate e o determinado, que também pode ocorrer facultativamente na construção de posse com substantivos que admitem a posse direta. Exemplos: Ume wïrïra(Minha linha de algodão); ime yãbata (rede dela)[31]

Os substantivos usados para designar animais não são possuíveis em Xipaya. Porém, quando se trata de um animal doméstico, a relação de posse ocorre por meio da palavra makua, precedida pelo elemento possuidor e anteposta ao nome do animal, como em "Umakua yakáre"(1ªp.s.- animal doméstico/ jacaré) que significa "meu jacaré (domesticado)".

### Posposicão
As posposições são unidades gramaticais que ocorrem sempre precedidas de um substantivo, ou de um prefixo pessoal. Como exemplo, seguem-se algumas das posposições em Xipaia:
| Posposição | significado         | Exemplo |
| ---------- | ------------------- | --- |
| dju        | ‘com’ (companhia)   | Nego dju anu wári wi Nome próprio (apelido)/ com/ anu/ caxiri/ beber (Ele está bebendo caxiri com o Nego)  |
| da         | ‘com’ (instrumento) | medjípa da (com facão)                                                                                     |
| Yuze       | ‘para’ (direção)    | Una kua yuze he ta Eu/roça/para/he/ir (Eu vou para a roça)                                                 |
| He         | ‘dentro, no(a)’     | Sawázi aka he anu Criança/casa/ na (dentro)/ anu (A criança está na casa./ A criança está dentro da casa.) |

### Verbos
O verbo, em Xipaya, pode ocorrer acompanhado de prefixos pessoais, exercendo a função de seu complemento (objeto), e de categorias (elementos gramaticais) que indicam negação, aspecto e modo.
As formas verbais podem se apresentar no modo realis e irrealis.
Verbos no modo realis
Os verbos no modo realis apresentam-se na sua forma de base, ou seja, não há modificação na forma do verbo.
No modo realis o presente e o passado remoto (distante) podem ser expressos da mesma forma. A consequência disso é que a marca não indica especificamente se a ação é presente ou passada remota, mas sim que ela não é futura, ou seja, indica uma noção temporal não futura que abrange tanto o presente quanto o passado remoto. Exemplo:
| Una wári kariku anu. Eu/ caxiri/ fazer/ anu | Eu estou fazendo caxiri. (presente) |
| Una wári kariku anu. Eu/ caxiri/ fazer/ anu | Eu fiz caxiri. (passado distante)   |

Do mesmo modo, o futuro próximo (ou imediato) e o passado recente, são expressos de forma similar, não havendo diferença entre essas duas noções temporais. A marcação dessas noções é feita pelo verbo "ta" (ir). Exemplos:
| Sídjia awatxii tutu anu ta. Mulher/ arroz/ lavar/ anu/ ir | A mulher vai lavar o arroz. (futuro próximo)  |
| Sídjia awatxii tutu anu ta. Mulher/ arroz/ lavar/ anu/ ir | A mulher foi lavar o arroz. (passado recente) |

No entanto, o tempo futuro, no modo realis, também pode ser marcado apenas por um advérbio que manifeste a ideia de futuro. Por exemplo: 
| Kaukáde si anu bïya. Amanhã/ nós/ anu/ cantar | Amanhã, nós vamos cantar. |

É importante ressaltar que, em Xipaya, as noções verbais como ser, estar e ficar, geralmente, não aparecem marcadas por meio de uma forma verbal específica. Exemplos:
| Éna paã hedï anu. Você/ bom/ muito/ anu           | Você é muito bom.                                       |
| Sawázi aka he anu. Criança/casa/ na (dentro)/ anu | A criança está na casa./ A criança está dentro da casa. |

Verbos no modo irrealis
Os verbos no modo irrealis são marcados, em geral, pelo sufixo “-a”. Sendo assim, essas formas verbais nesse modo terminam, quase sempre, com essa vogal; podendo ocorrer acompanhadas do verbo sa ‘querer’. O modo irrealis indica uma ação ou evento hipotético, e pode se referir a um acontecimento já ocorrido (passado) ou que ainda irá ocorrer (futuro hipotético).  A seguir, são apresentados exemplos de verbos no modo realis em comparação com a forma do mesmo verbo no modo irrealis. 
| Realis                           | Irrealis | Exemplos |
| -------------------------------- | -------- | --- |
| Bïya ‘cantar’                    | Bïya     | Uzudi bïya sa anu. Nós/ cantar/ querer/ anu (Nós cantaremos.)                                                                                                   |
| Padiku ‘pegar’                   | Padika   | Máĩdji yadï padika sa apï-mamã. Ontem/ yadï/ pegar-Irr./ querer/ onça (Ontem, a onça quase pegou ele.)                                                          |
| Bahu ‘saber, conhecer, aprender’ | Bapa     | Xipai kamena bapa sa udi anu. Xipaya/ língua/ aprender-Irr./querer/ nós/anu (Nós aprenderemos a língua xipaya./ Nós estamos querendo aprender a língua xipaya.) |
| wï ‘chegar, vir’                 | Wïa      | Mána wïa sa anu. Chuva/vir-Irr./querer/ anu (Está pra chover/ Choverá.)                                                                                         |
| akΐrï ‘cortar’                   | akΐrï    | Sidjia waraxi akΐrï sa anu. Mulher/ melancia/cortar/querer/anu (A mulher cortará a melancia.)                                                                   |
| Ta ‘ir’                          | Ta       | Ta sa na he wã yuze. Ir/ querer/ eu/ he/ beira do rio/para (Eu irei para beira do rio.)                                                                         |

1. ↑  Neste caso, em que o verbo não aparece com o sufixo “-a”, o modo irrealis é indicado pelo verbo auxiliar sa ‘querer’, que segue o verbo akΐrï ‘cortar’.

Verbos na forma negativa
Os verbos na forma negativa ocorrem com um sufixo que varia de acordo o modo verbal:
- Modo realis: normalmente, quando o verbo termina em "u", o sufixo é "-aũ", com a supressão da vogal "u". Já quando o verbo termina em outra vogal, o sufixo de negação é "-ũ". Exmplos:[39]

| Afirmativa                                                   | Negativa                                                             |
| ------------------------------------------------------------ | -------------------------------------------------------------------- |
| Úna siu Eu/ dormir (Eu dormi/ Eu estou dormindo.)            | Úna siaũ. Eu/ dormir-Neg. (Eu não dormi/Eu não estou dormindo.)      |
| Uzudi arehu he. nós/ estar bêbado/ he (Nós estamos bêbados.) | Uzudi arepaũ henós/ estar bêbado-Neg./ he (Nós não estamos bêbados.) |
| Úna yári anu. Eu/estar alegre/anu (Eu estou alegre.)         | Úna yáriũ anu. Eu/estar alegre-Neg./anu (Eu não estou alegre.)       |

1. ↑  O verbo arehu, na forma negativa, não ficou arehaũ, conforme se poderia
esperar, pois, em Xipaya, não é permitida a sequência sonora ha. Neste
caso, a consoante “h” passa a “p”; daí a forma arepaũ.[40]
2. ↑  A partícula he tem ocorrência muito próxima à partícula anu, e também
expressa uma ênfase no evento ou na ação verbal.[41]

- Modo irrealis: é marcada pelo sufixo “-ma”, conforme o exemplo apresentado no quadro a seguir.[42]

| Afirmativa                                                                   | Negativa                                                                                     |
| ---------------------------------------------------------------------------- | -------------------------------------------------------------------------------------------- |
| Kaukáde na ta ka yuze. Amanhã/ eu/ir /mato/para (Amanhã, irei /vou pro mato) | Kaukade na tama ka yuze anu. Amanhã/eu/ir-Neg./mato/para/anu/ir (Amanhã, não irei pro mato.) |

Existem também outras formas de negação na oração:
- Negação por “kaa”: a partícula de negação “kaa” é usada para negar orações existenciais, ou seja, é usada para indicar a ausência de algo ou alguém conforme os exemplos abaixo.[44]

| Afirmativa                                                        | Negativa                                                                                 |
| ----------------------------------------------------------------- | ---------------------------------------------------------------------------------------- |
| Ukua he pakuã. 1ªp.s-roça/ na/ banana (Tem banana na minha roça.) | Kaa anu pakuã ukua he. Não/ anu/ banana/ 1ª.p.s.-roça/na (Não tem banana na minha roça.) |
| Tana ábu anu kua he gente/ainda/ anu/ roça/na (Tem gente na roça) | Kaa anu kua he tana. Não/ anu /roça/ na/ gente;pessoa (Não tem ninguém na roça.)         |

- Negação por “naemã”: o vocábulo "naemã" é usado para negar um dos constituintes da sentença e ocorre imediatamente após o constituinte que está sendo negado. Exemplos:[45]

| Afirmativa                                                                       | Negativa                                                                      |
| -------------------------------------------------------------------------------- | ----------------------------------------------------------------------------- |
| Una xíta atúhu na anu. Eu/peixe/ assar/eu/ anu (Eu assei peixe.)                 | Xíta naemã atúhu na anu. Peixe/não / assar /eu/ anu(Não foi peixe que assei.) |
| Maxi na wï anu. Hoje; agora/eu/chegar/ anu (Hoje, cheguei. Foi hoje que cheguei) | Maxi naemã na wï. Hoje; agora/eu/ chegar (Não foi hoje que cheguei.)          |

### Sentenças
Sentenças declarativas
As frases declarativas são utilizadas para informar ou constatar um fato e podem ser afirmativas ou negativas. A estrutura geral dessas frases em Xipaya é: sujeito + objeto (complemento do verbo) + verbo. Assim, temos:
| Sujeito | Objeto | Verbo |
| ------- | ------ | ----- |
| Sidjia  | húka   | dáku  |
| Mulher  | roupa  | lavar |

As sentenças declarativas se dividem em duas categorias: transitivas e intransitivas.
- Transitivas: o verbo requer um complemento. Caso o objeto apareça posposto ao verbo, é comum ocorrer a partícula “de”, logo após o verbo, com a função de marca de objeto. Além disso, o objeto ocorrerá com frequência,  seguido da posposição “ze”.É muito frequente também, no discurso, o complemento do verbo estar ausente na oração. Neste caso, necessariamente, ocorrerá a marca de objeto “de” seguindo o verbo.[48] Exemplos:[48]

| Sidjia húka dáku ze Mulher/ roupa/ lavar/ ze | A mulher lavou a roupa.        |
| Sidjia dáku de Mulher/ lavar/ de             | A mulher lavou (alguma coisa). |

- Intransitivas: o verbo não exige complemento.Exemplos:[49]

| Éna siu você/ dormir              | Você dormiu          |
| Sawázi kïhu ta menino/ pescar/ ir | O menino vai pescar. |

Sentenças imperativas
As frases imperativas são usadas para se emitir uma ordem, um pedido ou um conselho referindo-se à segunda pessoa, ou à primeira pessoa do plural. Podem estar na forma afirmativa ou na forma negativa.
Quando a frase é usada referindo-se à segunda pessoa, ocorre a partícula he, posposta ao verbo, como ilustram os exemplos abaixo:
| Xu he de! Comer (trans.)/Imp./Obj.         | Come (algo)!          |
| Bΐkaũ he! Sentar-Neg/ Imp                  | Não senta!            |
| Xíta xu he sawázi! peixe/comer/Imp./menino | Come o peixe, Menino! |

Quando a frase faz referência à primeira pessoa do plural, usa-se a palavra báxi, logo no início da oração. Por exemplo:
| Báxi etuku! Vamos (Imp.)/comer         | Vamos comer!        |
| Báxi wári kariku! Vamos/ caxiri/ fazer | Vamos fazer caxiri! |

Sentenças interrogativas
As construções interrogativas, em Xipaia, reúnem os dois principais tipos de perguntas: as perguntas gerais, do tipo “sim-não” e as perguntas parciais, ou seja, que são constituídas de palavras interrogativas.
- Perguntas gerais

As perguntas gerais em Xipaya podem ser marcadas por duas partículas:
- "Tï": ocorre antes do sujeito quando este está no meio da oração, ou após o sujeito quando este está no início da oração. Apresenta a mesma forma do pronome de 3ª. pessoa
- "De": normalmente posposta ao verbo, mas também pode ocorrer como segundo elemento da oração. Apresenta a mesma da marca de objeto.
Ambas as partículas  nunca ocorrem no início da oração. Exemplos:
| Ebïdapa tï yũsáku? 2ª,p.-sandália/Int./ rasgar/                                 | A tua sandália rasgou?  |
| Ebïdapa yadï dáhu de? 2ª,p.-sandália/ yadï/quebrar/Int                          | A tua sandália quebrou? |
| Wï tï isi anu? Chegar/Int./vocês/ anu ou Isi tï wï anu? Vocês/ Int./ chegar/anu | Vocês (já) chegaram?    |
| Tï de aza anu? Ela/ Int./cair/ anu                                              | Ela caiu?               |

Quando o sujeito está na segunda pessoa do singular, a pergunta pode ser marcada pelo pronome dependente "ya", que é exclusivo de interrogativas. Exemplos:
| Ta ya anu siu? Ir/ 2ª.p.(Int.)/ anu /dormir   | Você já vai dormir?/ Você já foi dormir? |
| Kusíri ya anu? Estar cansada/2ª.p. (Int.)/anu | Você está cansada?                       |

- Perguntas com palavras interrogativas

Esse tipo de pergunta caracteriza-se pela presença, no início da frase, de uma palavra ou de uma locução interrogativa – a qual é constituída de uma palavra interrogativa + uma posposição – quase sempre seguidas pela marca de interrogação “tï”. O quadro seguinte contém exemplos com as palavras interrogativas mais recorrentes do Xipaya.
| Ma?                                                                           | Quem?                              |
| Ma tï wï anu? Quem/Int./chegar/ anu                                           | Quem Chegou?                       |
| Ma me?                                                                        | De quem?                           |
| Ma me aka tï anu? De quem/casa/Int./anu                                       | De quem é a casa?                  |
| Ma ze?                                                                        | Para quem?                         |
| Ma ze tï ena tukáma kua? Para quem/ Int./você/arco/dar                        | Pra quem você deu o arco?          |
| Ma dju?                                                                       | Com quem?                          |
| Ma dju tï esẽ anu? Com quem/Int./casar/anu                                    | Com quem (ele) casou?              |
| Apa                                                                           | O quê?                             |
| Apa kariku tï ena anu? O que/fazer/Int./você/anu                              | O que você está fazendo?           |
| Apa da?                                                                       | Com que?                           |
| Apa da tï si anu pïkapá kariku anu? Com que/Int./nós/anu/ banco/fazer/anu     | Com que nós fazemos o banco?       |
| Apa ba?                                                                       | Para quê?                          |
| Apa ba tï ena anï sa anu? Para que/Int./ você/isso/querer/anu                 | Para que você quer isso?           |
| Azu?                                                                          | Por quê?                           |
| Azu tï ena anu meũ? Por que/você/anu/estar com raiva                          | Por que você está com raiva?       |
| Azu ne?                                                                       | Como?                              |
| Azu ne tï isi anu karia? Como/Int./vocês/anu/dançar                           | Como vocês dançam?                 |
| Azu ne kade?                                                                  | Quando?                            |
| Azu ne kade tï hi anu etúku anu ta? Quando/Int./nós/anu/comer/anu/ ir         | Quando nós vamos comer?            |
| Ahu?                                                                          | Onde?                              |
| Ahu tï ena siu anu? Onde/Int./você/ dormir/anu                                | Onde você dormiu?                  |
| Ahu dji?                                                                      | De onde?                           |
| Ahu dji tï anu senapï anu wï? Onde/Int./anu/ homem/ anu/ vir                  | De onde o homem veio?              |
| Apa yuze?                                                                     | Para onde?                         |
| Apa yuze tï da anu ta? Para onde/Int./eles/anu/ir                             | Pra onde eles vão?                 |
| Abï ne?                                                                       | Quantos?                           |
| Abï ne tï sawázi anu iapΐka? Quantos/Int./criança/anu/ 3ª.p.-filho (do homem) | Quantas crianças, filhos, ele tem? |

## Vocabulário
Expressões do dia a dia
O vocabulário a seguir foi retirado do livro “Xipai kaména da usetúpa usedja kaména bahu de anu” sobre a gramática xipaia. Nota-se uma variação de fala por gênero e entre diferentes falantes, como observado nas falas de Duka e Yawaidu. Essas pequenas distinções no uso de algumas palavras ou na forma de pronunciá-las podem estar relacionadas ao local onde nasceram e/ou onde viveram quando ainda falavam a língua xipaya, no dia a dia, com outros xipaya. 
| Xipaia                            | Português                            |
| --------------------------------- | ------------------------------------ |
| – Káhu ti !                       | – Bom dia!                           |
| Respostas:                        |                                      |
| – Káhu !                          | – Bom dia!                           |
| – aã !                            | – Bom dia! (resposta da mulher)      |
| – hũba !                          | – Bom dia! (resposta do homem)       |
|                                   |                                      |
| – Kamãdï ti !                     | – Boa noite!                         |
| Respostas:                        |                                      |
| – Kamãdï !                        | – Boa noite!                         |
| – aã !                            | – Boa noite! (resposta da mulher)    |
| – hũba !                          | – Boa noite! (resposta do homem)     |
|                                   |                                      |
| – Paã xa pe? ou – Paã ya pe?      | – Você está bem? (fala de Duka)      |
| – Paã ya he? ou – Paã tï ena anu? | – Você está bem? (fala de Yawaidu)   |
| – Paã tï isi anu?                 | – Vocês estão bem? (fala de Yawaidu) |
| Respostas:                        |                                      |
| – Paã na pe.                      | – Estou bem. (fala de Duka)          |
| – Paã na he.                      | – Estou bem. (fala de Yawaidu)       |

| Xipaia       | Português                                       |
| ------------ | ----------------------------------------------- |
| – Ta na he.  | – Estou indo/ Eu já vou. (Fala de Yawaidu)      |
| – Ta na pe.  | – Estou indo/ Eu já vou. (Fala de Duka)         |
| – Ta he!     | – Vai! (Fala de Yawaidu)                        |
| – Ta udi he. | – Estamos indo/ Nós já vamos. (Fala de Yawaidu) |
| – Ta udi pe. | – Estamos indo/ Nós já vamos. (Fala de Duka)    |

| Xipaia               | Português              |
| -------------------- | ---------------------- |
| Patiki na anu etúku. | Faz horas que eu comi. |
| Tehe.                | Daqui a pouco/ depois. |
| Txïdíhi na ta.       | Logo mais eu vou.      |
| Paténe he wï!        | Vem rápido!            |
| Ta ti na anu!        | É claro que vou!       |

Numeração
Os Xipaya contam até quatro, no máximo
| Xipaia   | Português |
| -------- | --------- |
| memé     | um        |
| bịdá     | dois      |
| mewaũ    | três      |
| duadjúse | quatro    |

Para informar números maiores, indicam aproximadamente a mesma quantidade de dedos e dizem: abịi ne hinaku (não mais que), se βa memé kĩ φurika ne (apenas tanto quanto uma de nossas mãos, cerca de cinco), abịi se βa φurika ne (tanto quanto nossas duas mãos, cerca de dez), se βudapa φurika ne (tanto quanto nossos pés e mãos, cerca de 20).
Os Xipayas  também não conhecem frações de numerais, mas apenas expressões como: “um pedaço pequeno”, “um pedaço grande”,etc.
Outros vocabulários
Vocabulário "chipaya" (xipaya) recolhido por Emilie Snethlage (1913):
| Português                            | Xipaya             |
| ------------------------------------ | ------------------ |
| cabeça                               | tabá               |
| cabelo                               | sauké              |
| olho                                 | zeá                |
| nariz                                | yamaguá            |
| boca                                 | kachimá            |
| dente                                | a-i-á              |
| orelha                               | enchiúka           |
| braço                                | maké               |
| mão                                  | uvuá               |
| dedo                                 | malachá            |
| perna                                | kinsá              |
| unha                                 | malachá-arapupú    |
| pescoço                              | siniú, sinyú       |
| peito                                | namá               |
| água                                 | iiá                |
| fogo                                 | achí               |
| pau                                  | ipá                |
| chuva                                | maná               |
| sol                                  | kuaradé            |
| lua                                  | manteká            |
| estrela                              | ninimbúia          |
| pedra                                | kuapasá            |
| cachoeira                            | fo                 |
| morro                                | toá                |
| ilha                                 | iakaná, yakaná     |
| noite                                | kamandé            |
| praia                                | tayayá             |
| mata                                 | bachikáda          |
| homem                                | sanapú             |
| mulher                               | sidyá              |
| pequena criança                      | m(u)á-m(u)á        |
| rapaz                                | sanapú             |
| rapariga (pequena)                   | didya-saua-ü       |
| pai                                  | papá               |
| mãe                                  | diá, dyá           |
| chefe                                | techá              |
| pajé                                 | pajé               |
| cristão                              | sealanguá          |
| maloca                               | koará              |
| rede (para dormir)                   | yambatá            |
| corda da rede                        | bata-namá          |
| cesto                                | ará                |
| cuia                                 | chiá               |
| panela                               | tem-tem            |
| baú                                  | patoá              |
| terçado                              | mantípa            |
| machado                              | putá-pá            |
| faca                                 | kuapá              |
| canivete                             | kuapá chinchin     |
| tesoura                              | kerkerpá           |
| pilão                                | iniá               |
| colher                               | karachó            |
| serra                                | kurarabó           |
| cana flecha                          | ariná              |
| flecha empenada, para aves e macacos | tukaja             |
| flecha (lisa) para peixe             | kumaripá           |
| espingarda                           | fukápa             |
| rifle                                | rumarú             |
| vestido                              | lutí               |
| chapéu                               | puisá              |
| chinela                              | sapató             |
| fio                                  | iautipá            |
| conta (de vidro)                     | kanimá             |
| anel                                 | bahiá              |
| pulseira                             | unatá              |
| tabaco                               | putimá-tá          |
| folha de tabaco                      | putimá             |
| remédio                              | uapá               |
| querosene                            | deká               |
| sal                                  | kedé               |
| farinha                              | asá                |
| banana                               | pakoá              |
| castanha-do-pará                     | iniá               |
| canoa                                | posá               |
| tolda                                | kidyáp             |
| remo                                 | kutapá             |
| vara                                 | botoká             |
| cuatá                                | miapá              |
| guariba                              | uará               |
| macaco-prego                         | yapáruma, parumá   |
| cuxiú                                | korayáya           |
| uapuçá (sauá)                        | komatiná, yumatiná |
| macaco-de-cheiro (jurupari)          | karimã             |
| quati                                | (kurí), avuí       |
| lontra                               | diabu(i)vá         |
| onça                                 | apumamá            |
| cutia                                | kurí               |
| paca                                 | bóe, boí           |
| capivara                             | atá                |
| veado                                | foá, afoá          |
| anta                                 | masaká, masahá     |
| sauim (sagüi)                        | mitá               |
| furão                                | apuyauí            |
| quatipuru                            | tukunú             |
| coelho                               | nakurú             |
| queixada                             | fozá               |
| caititu                              | yakumbí            |
| pássaro                              | kará               |
| pena                                 | sebá               |
| bico                                 | kuapá-yambéla      |
| cauda                                | iwoa-tápa          |
| surucuá                              | pakurú-kurú        |
| araçari                              | makatipá           |
| quiriri                              | kururutú           |
| papagaio                             | kóli-kolí          |
| arara                                | aráu               |
| araruna                              | árau-ará           |
| galinha                              | yarakudí           |
| mutum (Crax fasciolata)              | takú, afaripá      |
| jacu                                 | tarakoán, karukauá |
| jacamim                              | kamboré, kaurí     |
| coruja                               | ikú                |
| gavião-real                          | ekóro-bubú         |
| urubu-rei                            | orokurí            |
| maguari                              | kán-kán            |
| passarão (jaburu-moleque)            | nanuré             |
| tuiuiú                               | akureú             |
| inhambu                              | nyonyoruká         |
| jacaré                               | yakaré             |
| jabuti                               | yakuraré           |
| tartaruga                            | fúra-pupú          |
| tracajá                              | fói                |
| ovos de tracajá                      | takari-diá         |
| camaleão                             | kamanbaré          |
| carapanã                             | purí               |
| borboleta                            | masórosoró         |
| galho                                | asápa              |
| folha                                | pasopá             |
| palha de palmeira                    | aranyapá           |
| cedro                                | basákiva           |
| longe                                | dión               |
| perto                                | kapón              |
| quente                               | koxó               |
| frio                                 | takó               |
| morto                                | iniá               |
| vivo                                 | táio, táyo         |
| pequeno                              | chin chin          |
| preto                                | tanikí             |
| branco                               | kapí               |
| encarnado                            | kapururí           |
| verde                                | meá                |
| amarelo                              | iuchí              |
| azul                                 | akeakeá            |
| grosso (fio grosso)                  | siorapupú          |
| sim                                  | umbá               |
| não                                  | exié               |
| vamos                                | tahé               |
| vamos dormir                         | zia-hé             |
| onde queres dormir?                  | oerxuta imá kutá   |
| quero beber                          | osé yauatá         |
| quero água                           | i-asaná            |
| quero comer                          | tu kasaná          |
| estou com fome                       | batá-kumá          |
| estou doente                         | kanimá diadyuná    |
| vamos depressa                       | tahé paténe        |
| vamos devagarinho                    | pudá kuritá        |
| tenho medo                           | siní               |
| morrer                               | iniá               |
| matar                                | abagua             |
| caçar                                | bachikáese         |
| pescar                               | bachikewó          |
| matar peixes                         | chitabágo          |